# Virginia Slims of Houston 1971 - Singolare
Il singolare del torneo di tennis Virginia Slims of Houston 1971, facente parte del Virginia Slims Circuit 1971, ha avuto come vincitrice Billie Jean King che ha battuto in finale Kerry Reid con il punteggio di 6–4, 4–6, 6–1.

## Tabellone

### Legenda
| - Q = Qualificato - WC = Wild card - LL = Lucky loser | - ALT = Alternate - SE = Special Exempt - PR = Protected Ranking | - w/o = Walkover - r = Ritirato - d = Squalificato |

|  | Primo turno      | Primo turno      | Primo turno      | Primo turno   | Primo turno |  |  | Semifinali       | Semifinali       | Semifinali       | Semifinali | Semifinali |   |   | Finale           | Finale           | Finale | Finale | Finale |  |
|  |                  |                  |                  |               |             |  |  |                  |                  |                  |            |            |   |   |                  |                  |        |        |        |  |
|  | Billie Jean King | Billie Jean King | Billie Jean King | 7             | 6           |  |  |                  |                  |                  |            |            |   |   |                  |                  |        |        |        |  |
|  | Mary Ann Eisel   | Mary Ann Eisel   | Mary Ann Eisel   | 6             | 2           |  |  | Billie Jean King | Billie Jean King | Billie Jean King | 7          | 6          |   |   |                  |                  |        |        |        |  |
|  | Nancy Richey     | Nancy Richey     | Nancy Richey     | Nancy Richey  | W-O         |  |  | Nancy Richey     | Nancy Richey     | Nancy Richey     | 5          | 1          |   |   |                  |                  |        |        |        |  |
|  | Julie Heldman    | Julie Heldman    | Julie Heldman    | Julie Heldman |             |  |  |                  |                  |                  |            |            |   |   | Billie Jean King | Billie Jean King | 6      | 4      | 6      |  |
|  | J Tegart Dalton  | J Tegart Dalton  | 6                | 6             | 6           |  |  |                  |                  | Kerry Reid       | Kerry Reid | 4          | 6 | 1 |                  |                  |        |        |        |  |
|  | Françoise Dürr   | Françoise Dürr   | 7                | 2             | 4           |  |  | J Tegart Dalton  | J Tegart Dalton  | J Tegart Dalton  | 2          | 3          |   |   |                  |                  |        |        |        |  |
|  | Kerry Reid       | Kerry Reid       | 6                | 6             | 6           |  |  | Kerry Reid       | Kerry Reid       | Kerry Reid       | 6          | 6          |   |   |                  |                  |        |        |        |  |
|  | Rosie Casals     | Rosie Casals     | 4                | 7             | 1           |  |  |                  |                  |                  |            |            |   |   |                  |                  |        |        |        |  |